# 南京大学生命科学学院
南京大学生命科学学院是南京大学下的一个学院，是1990年在生物系和生化系的基础上成立的。南京大學生命科學學院的歷史可以追溯到中國最早建立的生物學系。
南京大学生命科学学院设有两个系：生物科学与技术系，生物化学系。生命科学目前被确定为南京大学重点发展学科。

## 历史
清末三江師範學堂和兩江師範學堂時期，曾先後設農學博物科、農學博物部。
民國6年，南京高等師範學校設立農業專修科。民國9年（西元1920年），秉誌、胡先骕和在南京高師創辦了國內第一個生物系，秉誌擔任首任系主任（一說胡先骕為主任）。次年國立東南大學成立，南京高師農業專修科改為東大農科（後改為國立中央大學農學院），生物系設在農科。教授有秉誌、胡先骕、陈焕镛、钱崇澍、陈桢、张景钺、张艺伯等人。
民國16年（1927年）后国立中央大学时期，全校设文、理、商 、工、农、医、教育八个学院，生物学系设在理学院。生物学系曾一度分为植物学系、动物学系。
民國11年（1922年）8月18日，秉誌、胡先骕等人創辦的中國科學社生物研究所正式成立，下設動物部、植物部，秉誌兼任動物學部主任，胡先骕任植物學部主任。中國科學社生物研究所是中國最早的生物學研究機構，也是國立中央研究院動植物研究所和中國科學院生物研究所的先驅。生物系的老師利用業余時間到生物研究所進行研究工作。張宗漢教授在生物研究所成立了生理學研究室。
民國22（1933年），罗宗洛到国立中央大学生物系任教，他在生物系内创建了植物生理实验室。1935年5月，國立中央大學位於上海的醫學院獨立為國立上海醫學院後， 在南京重建醫學院。鄭集負責籌建醫學院生物化學研究室。1946年成立生物化學研究所，這是中國生物化學發展史上第一個生物化學專業研究所，同时培养生化研究生，是中国教育史上第一个培养生物化学研究生的正式机构；并在1943年发起成立了中国第一个生物化学专业学术组织。
1949年，中央大學更名南京大學，歐陽翥仍任系主任。1952年，金陵大学生物学系并入南京大学生物学系，同年，南京大学医学院分出。1952年，郑集又在生物系内复建生物化学教研室，1957年成立生物化学专业，招收本科生和研究生。
1986年，生物化学专业独立为生物化学系。1990年，生物系和生化系合组生命科学院。1994年，生物学系更名为生物科学与技术系。

## 系和学科设置

### 学科设置
专业设置：
- 本科生，有生物科学类一个专业。
- 硕士研究生，有生理学 、植物学 、动物学 、生态学、生物化学与分子生物学和生物制药专业。
- 博士研究生，生物学(含植物学、动物性、生理学、细胞生物学、生物化学与分子生物学、 神经科学和遗传学方向)、生态学、药学(含药物化学、药理学、药剂学和生化微生物药学方向)三个专业。

### 研究机构
南京大学医药生物技术国家重点实验室
南京大学医药生物技术实验室是在南京大学生物化学系分子生物学研究室基础上，由朱德煦等人创建。1990年医药生物技术实验室被列入国家重点实验室建设计划，向世界银行贷款115万美元作为经费进行建设，1995年11月医药生物技术国家重点实验室建成并通过验收。2006年中国科技部委托国家自然科学基金委员会对生命科学领域国家重点实验室的评估中，南京大学生物医药技术国家重点实验室名列第二。
南京大学生物技术研究所
南京大学生物技术研究所的前身是1978年成立的南京大学大米草及海滩开发研究所，目前是南京大学生态方面的主要研究机构，下设盐生植物研究实验室。

## 知名校友
- 欧阳翥，1924年毕业于国立东南大学生物系，神经解剖学家。
- 郑集，1928年毕业于国立中央大学生物系，生物化学家。
- 薛社普，1943年毕业于国立中央大学生物系本科，1947年硕士，胚胎学及细胞生物学家。